# Island i olympiska vinterspelen 2006
Island deltog med fem deltagare vid de olympiska vinterspelen 2006 i Turin. Ingen av landets deltagare erövrade någon medalj.

## Alpin skidåkning
- Björgvin Björgvinsson
- Dagný Linda Kristjánsdóttir
- Kristján Uni Óskarsson
- Sindri Már Pálsson
- Kristinn Ingi Valsson